# Núi Nantai
Núi Nantai (男体山 Nantai-san) theo nghĩa đen "núi cơ thể người", còn gọi là Futara-san (二荒山) là một núi lửa dạng tầng tại Vườn quốc gia Nikkō ở trung tâm đảo Honshū, hòn đảo chính của Nhật Bản. Núi cao 2,486 m dựng đứng. Một địa điểm nổi bật, có thể nhìn ra vào ngày trời quang từ phía xa bờ biển Thái Bình Dương, 100 km.